# Gorsleben
Gorsleben är en ortsteil i staden An der Schmücke i Kyffhäuserkreis i förbundslandet Thüringen i Tyskland. Gorsleben var en kommun fram till den 1 januari 2019 när den uppgick i den nya staden An der Schmücke. Gorsleben hade 498 invånare 2018.